# Kanaalbrug van Briare

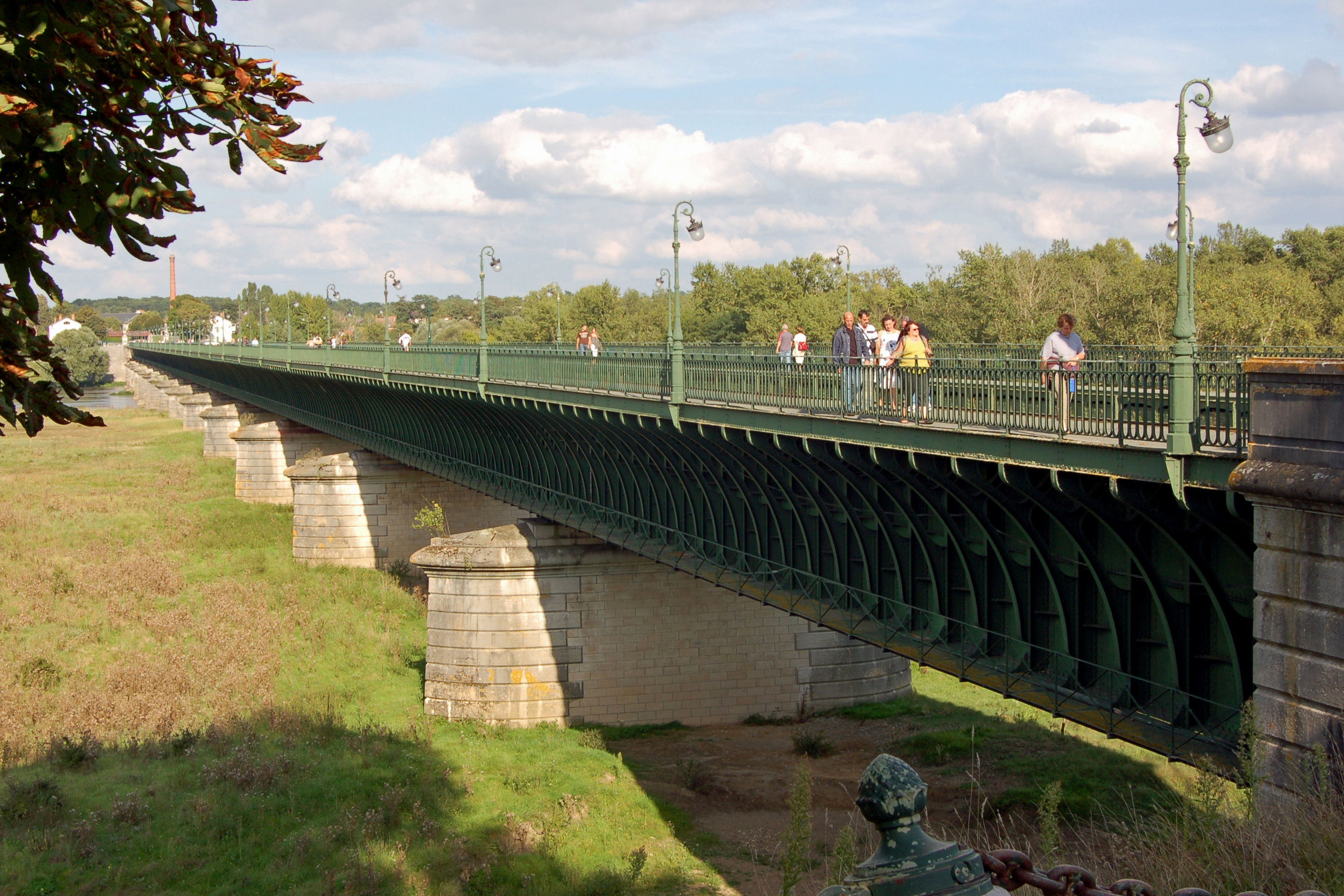
Zijaanzicht

De Kanaalbrug van Briare (Frans: Pont Canal de Briare) maakt deel uit van het Canal latéral à la Loire en overbrugt de Loire. De kanaalbrug verving in 1896 een gevaarlijke rivierkruising.
Het ontbreken van de kanaalbrug was een belangrijke hinder voor de scheepvaart. De schepen moesten het kanaal Lateral aan de Loire via de sluis van Mantelot verlaten en  de Loire oversteken en na een kilometer weer door een sluis de weg door het kanaal vervolgen. De oversteek was niet zonder risico’s, er zonken gemiddeld 10 schepen per jaar, en de wachttijden konden lang zijn. In 1880 werd een stoomsleepboot in dienst genomen die de oversteek vergemakkelijkte. Door de sterke verzanding kon de vereiste waterdiepte van 160 cm niet gehandhaafd worden. Aan het einde van de 19e eeuw was de metaalbewerkingstechnologie sterk verbeterd en een brug van zacht ijzer, het eerste staal was mogelijk. Tussen 1890 en 1896 werd gewerkt aan de kanaalbrug. Gustave Eiffel was verantwoordelijk voor het ontwerp van de 14 brugpijlers en de vier pilaren met embleem en lantarens komen vanuit de gieterijen van Magnard et compagnie te Fourchambault en van L. Gasne, te Tusey.
Het waterpeil in de kanaalbrug staat 2,2 meter hoog en schepen met een diepgang van 1,8 meter en een maximale breedte van vijf meter kunnen er gebruik van maken. De breedte van de brug, inclusief de jaagpaden, is 11,6 meter en het geheel is 662,69 meter lang. In de brug zitten op diverse plaatsen spuigaten die geopend kunnen worden om het water te verwijderen zodat onderhoud kan plaatsvinden.
Van 1896 tot de opening van de Wasserstraßenkreuz Magdeburg in 2003 was deze kanaalbrug de langste kanaalbrug van Europa.
De brug is sinds 1976 een beschermd monument.